# Retaule de Santa Bàrbara
El Retaule de Santa Bàrbara és una obra al tremp sobre taula atribuïda a Gonçal Peris Sarrià realitzada entre 1410-1425.
Gonçal Peris Sarrià va ser un dels principals representants del gòtic internacional valencià. En el seu estil predominen els elements expressius i pintorescos, la desimboltura lineal i l'encís cromàtic. El compartiment principal del retaule representa la santa titular, amb els seus atributs distintius –la torre, al·lusiva al seu empresonament, i la palma, per la seva condició de màrtir– i, al seu damunt, el Calvari. Als carrers laterals es representen diversos episodis de la vida de santa Bàrbara, que era invocada contra els llamps i les tempestats.

## Història
A València, a cavall dels segles xiv i xv, va quallar el que podríem dir l'escola valenciana del gòtic internacional, impulsada en els seus inicis per importants presències d'artistes estrangers. Per una banda hi ha l'aportació florentina, amb el pintor Gherardo Starnina, notable representant de l'estil internacional que viatjà a València i a Toledo, i que després retornà a Florència, i per altra banda hi ha l'aportació nòrdica, encarnada sobretot per Marçal de Sas, un pintor d'origen flamenc o alemany, del qual el Victoria and Albert Museum de Londres conserva l'imponent retaule de Sant Jordi o del “Centenar de la Ploma”, on es combina l'elegància amb l'expressionisme.
El retaule de santa Bàrbara s'atribueix al pintor Gonçal Peris Sarrià, que és un dels principals representants de la síntesi autòctona valenciana a partir d'aquests models internacionals, en el seu cas amb predomini dels elements expressius i pintorescos, de la desimboltura cal·ligràfica i de l'encís cromàtic.
Als carrers laterals es representen diversos episodis de la vida de santa Bàrbara, una santa que era invocada contra els llamps i les tempestats. No és estrany, doncs, que la seva devoció tingués molta força en els àmbits rurals, com el de Puertomingalvo, una localitat aragonesa a la ratlla de València, d'on procedeix el retaule.